# 黒坂藩
黒坂藩（くろさかはん）は、伯耆国日野郡西部（現在の鳥取県日野郡日野町黒坂）に存在した藩。藩庁は黒坂城（別名・鏡山城）。

## 藩史
慶長14年（1609年）に中村一忠が死去して中村家が改易されると、伯耆国には諸大名が分散されて配置されることとなる。その中で翌年、伊勢亀山藩から関一政が2万石加増の上の5万石で入り、黒坂藩が立藩された。
一政は築城や城下町建設で尽力し、藩政の確立に努め、大坂の陣においても戦功を挙げたが、元和4年（1618年）7月、家中における内紛を理由に幕命により改易され、黒坂藩は廃藩となった。その後、その所領は池田家の属領となった。

## 歴代藩主
関家
外様。5万石。
1. 一政